# Automotrice FS ALn 668.1700
Le automotrici FS ALn 668.1700, note anche come ALn 668 serie 1700, fanno parte della seconda generazione del gruppo ALn 668, che comprende in ordine cronologico le serie 1500, 1600, 1700 e 1800.

## Costruzione
Le ALn 668.1700 furono ordinate con i fondi della seconda fase del piano di finanziamento decennale 1962-1972 e, pur essendo interamente di progettazione FIAT, per motivi di politica industriale la loro produzione fu affidata alla Breda Pistoiesi.
La serie 1700 fu prodotta in 20 unità numerate ALn 668.1701-1720, ordinate nel 1969 e consegnate dalla Ferroviaria Breda Pistoiesi tra il 1971 e il 1972.

## Caratteristiche
Come la precedente serie 1600, le ALn 668.1700 hanno una capacità di 68 posti a sedere, di cui 8 di prima classe, e sono mosse da due motori Diesel con potenza di taratura di 115 kW ciascuno, che permettono una velocità massima di 110 km/h e un'autonomia di circa 600 km.
Le automotrici ALn 668.1700 possono essere pilotate dalle rimorchiate Ln 664.1400 e sono atte al comando multiplo in doppia trazione.

### Differenze dalla serie 1600
La cassa rimase identica a quella della serie 1600, ma fu adottato il nuovo motore Diesel ad aspirazione naturale, di derivazione camionistica, IVECO 8217/12 (cilindrata 13,798 dm³, potenza nominale UIC 166 kW, potenza di taratura FS 115 kW), che equipaggerà con le sue varianti tutte le successive serie di ALn 668 e ALn 663. Il suddetto motore, che poteva contare su una maggior cilindrata e potenza nominale rispetto al predecessore 221 H, continuò tuttavia a essere tarato a 115 kW come il precedente.
La serie 1700 fu inoltre la prima a beneficiare delle nuove soluzioni tecniche sperimentate sul prototipo ALn 668.1999, adottando per l'azionamento delle ventole dei radiatori dei motori un sistema a trasmissione idrostatica che, grazie all'inserzione al momento opportuno e alla regolazione termostatica della velocità dei ventilatori, consentiva una regolazione più efficiente della temperatura dell'acqua, permettendo un risparmio di energia erogata dai motori che arrivava fino al 4% nella stagione invernale.

## Esercizio

### Assegnazione ai depositi locomotive

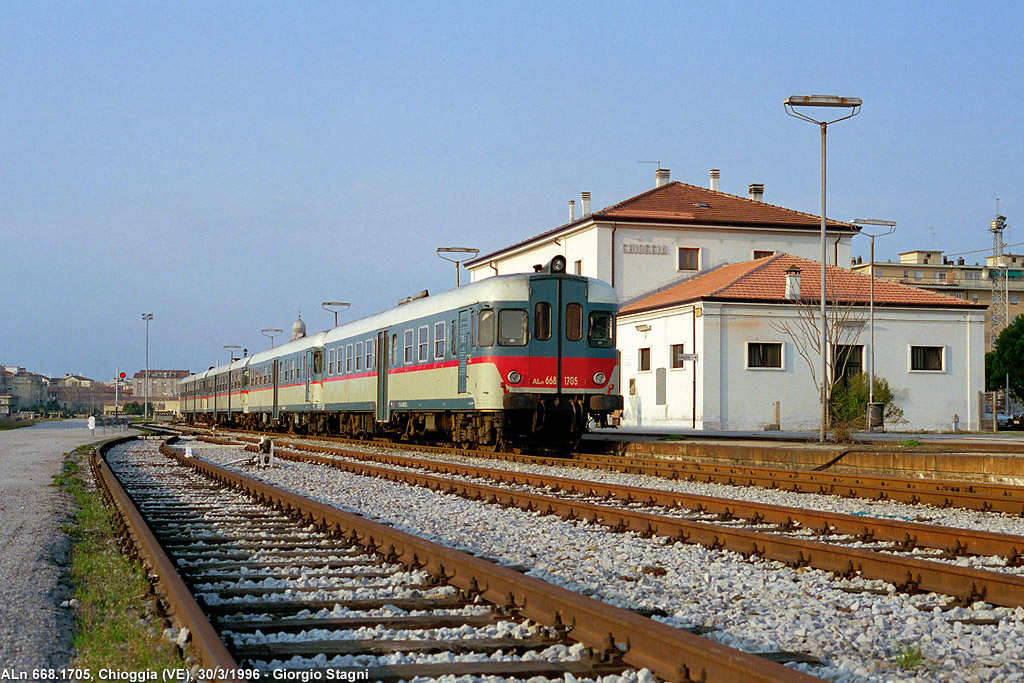
Composizione di ALn 668.1700 in livrea grigio azzurro-beige pergamena nella stazione di Chioggia nel 1996.

Le assegnazioni iniziali delle ALn 668.1700 interessarono il deposito locomotive (DL) di Lecco, che ricevette le prime dodici unità, e il DL di Bolzano, che ricevette le otto successive.
L'arrivo a Lecco nel 1976 delle nuove ALn 668.1000 fece sì che tutte le 1700 venissero concentrate in Alto Adige, con tredici unità assegnate al DL di Bolzano e sette al DL di Fortezza.
L'elettrificazione della Fortezza-San Candido e la chiusura della Merano-Malles nel 1990 determinarono il trasferimento al DL di Verona di tutte le 1700, cinque delle quali furono poi cedute al DL di Novara nel 2001 per sussidiare le ALn 668.1500 ormai prossime al ritiro dal servizio.
L'ultima variazione si ebbe nel 2006 con lo spostamento al DL di Reggio Calabria delle cinque unità del DL di Novara e di sette unità del DL di Verona, alcune delle quali furono assegnate per breve tempo al DL di Catanzaro.
Da segnalare infine che tra il 2004 e il 2008 le ALn 668.1705, 1708 e 1713 furono noleggiate da Sistemi Territoriali per effettuare servizio sulla Adria-Mestre e assegnate in questo periodo al DL di Treviso.
| DL | dic 1972 | dic 1982 | dic 2004 | ott 2006 |
| --- | -------- | -------- | -------- | -------- |
| Lecco | 12       | –        | –        | –        |
| Bolzano | 8        | 13       | –        | –        |
| Fortezza | –        | 7        | –        | –        |
| Novara | –        | –        | 5        | –        |
| Verona | –        | –        | 15       | 7[a]     |
| Reggio Calabria | –        | –        | –        | 12       |
| Totale | 20       | 20       | 20       | 19[a]    |
| a. Manca all'appello l'automotrice ALn 668.1708, ancora assegnata al DL di Treviso in noleggio a Sistemi Territoriali. |          |          |          |          |

### Principali servizi
Le prime dodici unità della serie 1700, assegnate al DL di Lecco a partire dal 1971, sostituirono gradualmente le anziane automotrici ALn 556 FIAT, effettuando con esse sulla Monza-Molteno-Oggiono anche affollati treni per studenti e operai in tripla trazione mista.
I servizi svolti dalle ALn 668.1700 del DL di Lecco si attestarono poi sulla linea per Como e sulla diramazione Molteno-Monza, nonché sulla Sondrio-Tirano, al tempo non ancora rielettrificata, che veniva servita con unità appositamente distaccate a rotazione nella rimessa locomotive di Tirano.
Le successive otto unità furono invece assegnate a partire dal 1972 al DL di Bolzano, caratterizzato fino allora dalla presenza delle ALn 556 Breda.
Le ALn 668.1700 del DL di Bolzano furono impiegate sulla Merano-Malles e sulla ferrovia della Val Pusteria, dove la loro presenza divenne più frequente da novembre 1975; pochi mesi dopo, con l'assegnazione di una piccola dotazione al DL di Fortezza e l'incremento delle unità del DL di Bolzano con le macchine trasferite da Lecco, furono affidate alle 1700 anche alcune corse sulla ferrovia della Valsugana, in sussidio alle ALn 772 che assicuravano la maggioranza dei servizi.

Inoltre, a causa della temporanea interruzione per frane della Merano-Malles nel 1982, le ALn 668.1700 del deposito di Bolzano fecero servizio per parecchi mesi sulla Vicenza-Schio
Con il trasferimento nel 1990 al DL di Verona, le 1700 iniziarono a effettuare servizio sulle linee della bassa padana, in particolare sulla Verona-Modena.
Infine, con il trasferimento nel 2006 di alcune unità ai DL di Catanzaro e Reggio Calabria, i servizi delle ALn 668.1700 si estesero alla ferrovia Ionica fino a Crotone, in particolare tra Reggio Calabria e Melito Porto San Salvo, alla Catanzaro-Lamezia Terme e anche alla linea tirrenica tra Lamezia e Rosarno via Tropea e da Rosarno a Reggio Calabria, su un insieme di linee prevalentemente elettrificate.

### Accantonamenti e radiazioni
Le ultime dieci automotrici ALn 668.1700 (1701-1705, 1709, 1711, 1714, 1716-1717), tutte assegnate al deposito locomotive di Reggio Calabria, furono ritirate dal servizio nel maggio 2010 e private dei componenti recuperabili. Alla stessa data, della ALn 668.1700 rimanevano in servizio soltanto le ALn 668.1706, 1707, 1708 e 1718 noleggiate alla Ferrovie Emilia Romagna (FER).

Tutte le automotrici ALn 668 serie 1700 sono state accantonate nel 2011.

## Modelli derivati per le ferrovie in concessione
Questa serie di automotrici fu costruita solo per le Ferrovie dello Stato.